# Baños

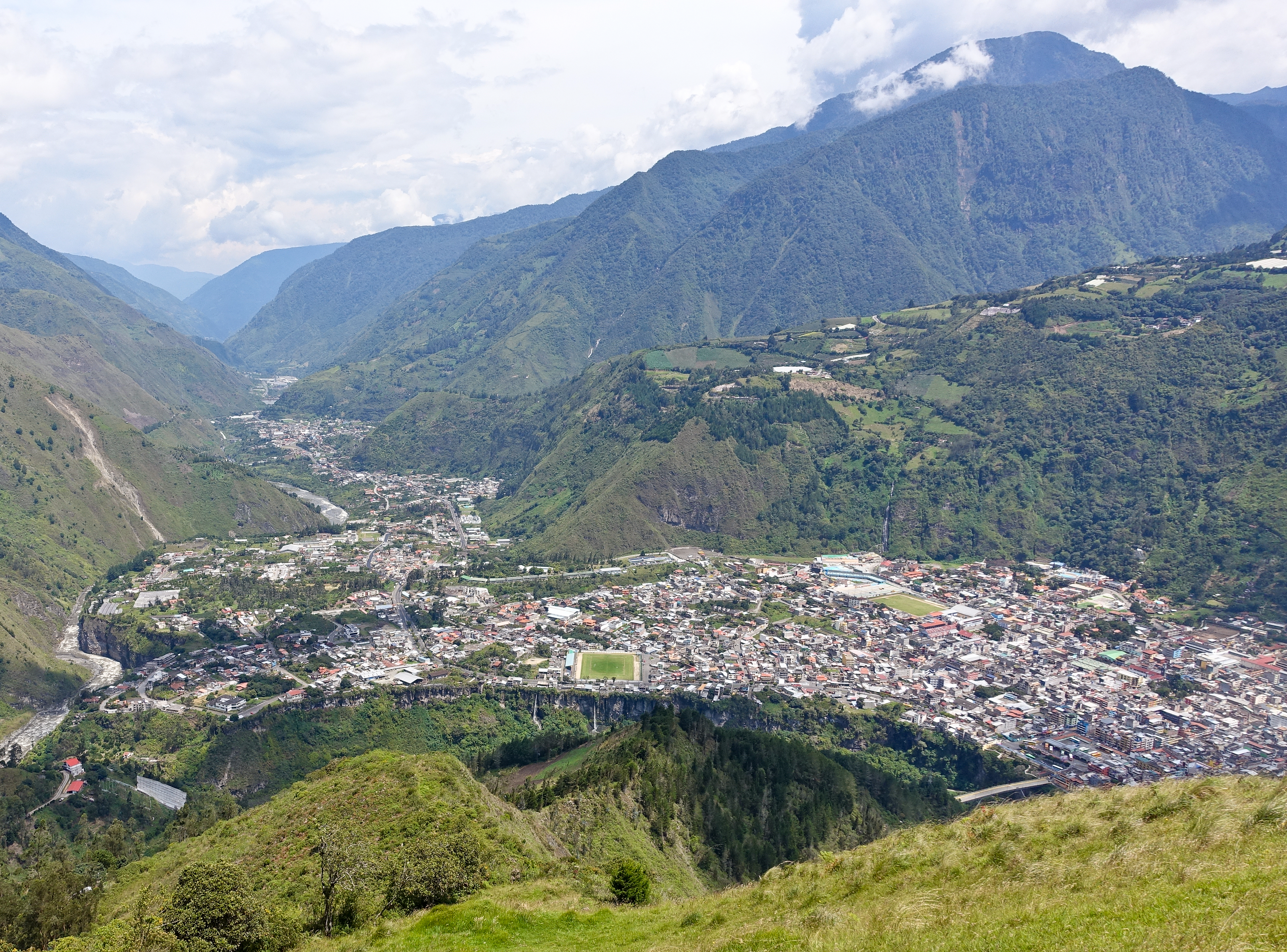
Baños von Nordwesten zwischen der Schlucht des Río Pastaza und den Nordost-Ausläufern des Vulkans Tungurahuas

Baños de Agua Santa (deutsch: „Bäder des heiligen Wassers“), umgangssprachlich auch nach ihrer Lage: Baños de Ambato, kurz: Baños (spanisch für Bäder) ist eine Stadt in der ecuadorianischen Provinz Tungurahua mit etwa 18.000 Einwohnern. Verwaltungstechnisch wird die Stadt durch die gleichnamige Parroquia urbana gebildet.
Die Stadt liegt am Fuße des sehr aktiven Vulkans Tungurahua (5016 m über dem Meeresspiegel) im oberen Pastaza-Tal am Abfall der andinen Ost-Kordillere Richtung oberes Amazonasbecken auf einer Höhe von 1820 m. Es herrscht ganzjährig ein angenehmes Klima mit Tageshöchsttemperaturen um 25 °C. Die jährliche Niederschlagsmenge beträgt etwa 1.300 mm und kommt im Wesentlichen durch häufige kurze Schauer zustande.
Heute ist Baños einer der wichtigsten Wallfahrtsorte in Ecuador und zugleich ein wichtiges Touristenzentrum. Es gibt dort u. a. zahlreiche Sprachschulen und Reiseagenturen. Begünstigt durch die geografische Lage entspringen hier zahlreiche schwefelhaltige heiße Quellen, die die Becken von drei Thermalbädern speisen.
Ende 1999 wurde die Stadt aufgrund dringender Empfehlungen vor allem ausländischer Vulkanexperten komplett evakuiert und geschlossen. Nachdem der Ausbruch den Ort wie all die Jahrhunderte zuvor verschont und nur eine dicke Ascheschicht hinterlassen hatte, erzwangen die Einwohner nach einigen Monaten gegen den Widerstand der Behörden und des Militärs ihre Rückkehr in ihren Ort. Bei den damit verbundenen Unruhen gab es einen Toten.
In Baños und Umgebung gibt es zahlreiche Wasserfälle, der berühmteste ist der „Pailón del Diablo“, die „Schlucht des Teufels“, in dessen Mitte, wie man sagt, sich ein Stein in der Form eines Teufelskopfes befindet.

## Persönlichkeiten
- Charlotte Römer Paredes (* 1994 in Baños), Tennisspielerin
- Tania Andrade Sabando (* 2005), Tennisspielerin